# Johann Casimir Häffelin
Johann Casimir Häffelin (Minfeld, 3 de janeiro de 1737 - Roma, 27 de agosto de 1827) foi um cardeal do século XIX.

## Biografia
Nasceu em Minfeld em 3 de janeiro de 1737, diocese de Speyer. Filho de Daniel Häffelin, Landschreiber , e Elizabeth Schönlaub. Seu nome também está listado como Kasimir Johann Baptist.
Estudou na Universidade de Pont-à-Mousson; na Universidade de Heidelberg, onde obteve o doutorado em teologia em 1765; e na Universidade de Ingolstadt, onde obteve o doutorado em teologia em 5 de novembro de 1781.
Ordenado em 24 de setembro de 1763. Em 1767, foi nomeado capelão da corte de Karl Theodore vom Bayern, eleitor palatino; e membro da Academia de Ciências, onde apresentou uma dissertação contra o gosto pelo gótico e o uso do alemão na literatura. Transferido para Munique em 1778, foi sucessivamente nomeado vigário geral do Grão-Priorado da Ordem Soberana de Malta em Munique em 1782; vice-reitor da igreja colegiada da Bem-Aventurada Virgem Maria em Munique e vice-presidente do conselho eclesiástico de Munique em 1783. Ele foi enobrecido, junto com seu irmão Daniel, em 1790. Vigário geral da igreja paroquial anglo-bávara de St. .João de Jerusalém. Prelado doméstico de Sua Santidade, 28 de setembro de 1787.
Eleito bispo titular de Chersoneso, em 28 de setembro de 1787. Consagrada, em 11 de novembro de 1787, igreja de Saknt Michel, do grão priorado da Ordem de Malta, Munique, por Cesare Zoglio, arcebispo titular de Atena, núncio na Baviera, auxiliado por Pe. Gritz, abade do mosteiro de Benedikbeuron, e Canon Toepsi, reitor dos Cônegos Regulares de Votação. Ele residiu em Roma de 1796 a 1798 como capelão dos bávaros da Ordem de Malta. Ao retornar à Baviera, após a ocupação de Roma pelo exército do Diretório Francês, foi nomeado bibliotecário da corte da Baviera ( Oberhofbibliotekar) para o duque Maximilia Joseph em 1799. Após a primeira restauração do governo papal em Roma, ele voltou à cidade como ministro plenipotenciário do rei da Baviera perante a Santa Sé a partir de 1803; tentou concluir uma concordata, segundo o modelo napoleônico, mas as negociações foram interrompidas pela ocupação francesa de Roma. Retirou-se para Nápoles, onde foi credenciado como embaixador em 1810. Após a restauração do governo papal em Roma, voltou como ministro plenipotenciário em 1815 e manteve o cargo até sua morte. Ele concluiu com sucesso a concordata entre a Baviera e a Santa Sé, negociada com o cardeal Ercole Consalvi, secretário de Estado, e assinada em 5 de junho de 1817.
Criado cardeal sacerdote no consistório de 6 de abril de 1818; recebeu o chapéu vermelho em 9 de abril de 1818; e o título de S. Sabina, em 25 de maio de 1818. Optou pelo título de S. Anastácia, em 19 de abril de 1822. Participou do conclave de 1823, que elegeu o Papa Leão XII.
Morreu em Roma em 27 de agosto de 1827. Exposto e sepultado no seu título, S. Anastasia, onde decorreu o funeral.